# Unione mondiale per la pace e i diritti fondamentali dell'uomo e dei popoli
L'Unione mondiale per la pace e i diritti fondamentali dell'uomo e dei popoli (abbreviata in UNIPAX) è un'organizzazione non governativa (ONG), apartitica, aconfessionale ed estranea ad interessi economici di parte, che opera a livello nazionale ed internazionale.
UNIPAX è associata al Dipartimento dell'informazione pubblica delle Nazioni Unite dell'Organizzazione delle Nazioni Unite (ONU) ed è attivamente impegnata nella diffusione e promozione di iniziative che riguardano le sue organizzazioni, Agenzie ed Istituti, nonché altre iniziative del Consiglio d'Europa, dell'Unione europea e delle sue istituzioni.
I servizi informativi e partecipativi di UNIPAX sono rivolti a tutti coloro che vogliono essere operatori di pace e costruttori di un nuovo umanesimo per il rispetto dei diritti umani e dei popoli in tutto il pianeta.

## Storia
A partire dal 1969 alcuni europeisti di Bassano del Grappa danno vita ad una serie di iniziative che anticipano e preparano la fondazione di UNIPAX che si occupa in particolare di "educazione all'Unione europea, ai diritti fondamentali dell'uomo e alla mondialità".
Nel volume Venti anni di impegno per l'Europa sono riportate, in sintesi, le principali iniziative del periodo 1969-1989

Le iniziative più significative di UNIPAX:
Dal 1980 al 1995 ha gestito un progetto pilota a livello internazionale di Educazione all'Europa in circa 1500 istituti scolastici di ogni ordine e grado della Regione Veneto.

Tra il 1997 e il 2007 pubblica annualmente la Raccolta di note informative CAPIRE IL MONDO dedicate all'ONU, all'Unione Europea, alle sfide del XXI secolo e promuove tra il 2000 e il 2010 i Servizi Universali per la Pace.

Dal 2005 pubblica con cadenza mensile la Newsletter UNIPAX "Dall'ONU al cittadino"  (in italiano e inglese) sull'attualità istituzionale internazionale, con specifico riferimento alle tematiche relative ai diritti umani fondamentali, con lo scopo di far conoscere i più importanti avvenimenti internazionali di grande rilievo per i valori della pace e della civile convivenza.
Nel 2006 ha collaborato e finanziato le attività didattiche organizzate dall'Associazione di emigrati ed ex emigrati "La Valigia".
Nel 2007 è stata partner nel progetto "Il Filo di Arianna" di integrazione di alunni immigrati nelle scuole italiane.
Nel 2008 è stata partner nel progetto "Educare all'intercultura", per promuovere la diffusione di esperienze tra gli alunni in terra straniera delle scuole attraverso contatti con le associazioni di rappresentanti degli emigranti.
Nel 2008 ha realizzato, in collaborazione con altri partners, il progetto "Web Radio European Parliament Education", sostenuto dal Parlamento europeo in occasione del 50º anniversario del suo avvio, per far conoscere l'Unione europea e in particolare, il ruolo del suo Parlamento.
Nell'ambito di questo progetto UNIPAX ha curato e realizzato:
- un ciclo di lezioni in e-learning di educazione all'Europa nelle 23 lingue comunitarie, vedere su Internet Archive il vecchio sito Ciao Europe,[20]
- i contenuti di un ciclo di web giornali radio realizzati per la prima volta da studenti di circa 30 istituti partner di numerosi paesi dell'Unione Europea.

Tra il 2009 e il 2010 ha collaborato con il Ministero dell'Istruzione, dell'Università e della Ricerca (MIUR) alla realizzazione del progetto EUisU!, sostenuto dal Parlamento Europeo, con l'obiettivo di informare e formare gli studenti delle scuole italiane di secondo grado a conoscere meglio l'UE, le sue istituzioni e il riscontro delle sue attività nella vita quotidiana dei cittadini europei. Gli studenti coinvolti hanno prodotto filmati in Web TV su tematiche riguardanti l'Unione europea, l'intercultura e il rispetto dei diritti fondamentali dell'uomo.
UNIPAX diffonde inoltre i messaggi del segretario generale per la celebrazione delle giornate mondiali ONU e i video originali prodotti direttamente dalle Nazioni Unite.
Tra il 2010 e il 2017 UNIPAX promuove e realizza una World Directory contenente oltre 100.000 organismi di tutti i continenti impegnati per la civile convivenza e la pace.
Ad inizio 2017 UNIPAX inizia a lavorare al progetto internazionale "UNITED PEACERS - The World Community for a New Humanism"  con lo scopo di realizzare una Rete Mondiale delle associazioni dei peacemakers, utilizzando una piattaforma digitale multilingue per dialogare insieme e confrontarsi con i Governi e le grandi Istituzioni internazionali.
Nel 2018 UNIPAX diventa associata dell’ASviS (Alleanza Italiana per lo Sviluppo Sostenibile - Agenda 2030 delle Nazioni Unite)